# Hans Faust (Agrarchemiker)

Hans Faust (2017)

Hans Georg Christian Faust (* 16. Dezember 1928 in Chemnitz) ist ein deutscher Agrarwissenschaftler und Biochemiker. Schwerpunkt seiner wissenschaftlichen Tätigkeit war die Isotopen- und Tracerforschung, hier die Stickstoff-Isotopenanalytik und der Stickstoff-Metabolismus im pflanzlichen und tierischen Organismus.

## Leben
Hans Faust ist der Sohn von Conrad Faust und Marie Faust, geborene Höpfner. Er ist verheiratet mit Christa Faust (geb. Scheibe) und hat zwei Töchter.
Er absolvierte eine praktische Ausbildung in der Landwirtschaft und besuchte anschließend bis 1952 die Fachschule für Landwirtschaft in Chemnitz. Dem Fachschulstudium folgte von 1952 bis 1955 das Studium der Landwirtschaft und Agrikulturchemie sowie ein Zusatzstudium der Chemie an der Friedrich-Schiller-Universität Jena. Danach war Hans Faust als Assistent, Oberassistent und Lehrbeauftragter am Agrikulturchemischen Institut der Universität Jena tätig. Er wurde 1959 mit Untersuchungen zur Mineralstoffgabe einjähriger PflanzenSeitentext. bei Gerhard Michael promoviert.
Ab 1961 war er wissenschaftlicher Mitarbeiter am Institut für physikalische Stofftrennung in Leipzig, dem späteren Institut für stabile Isotope der ehemaligen Deutschen Akademie der Wissenschaften der DDR. 1965 habilitierte sich Faust an der Landwirtschaftlichen Fakultät der Universität Jena mit der Arbeit Untersuchungen über Verteilung und Umsatz spätgedüngten Stickstoffs bei Triticum aestivim L. und Hordeum vulgare L. Mitte der 1970er Jahre wandte sich Faust einem weiteren Arbeitsgebiet, der Nutzung des stabilen Isotops 15N für Untersuchungen des Proteinstoffwechsels und diagnostischer Fragen in der Medizin zu. Ab 1976 war Faust Leiter der Arbeitsgruppe und späteren Abteilung „15N-Forschung“ mit dem Zweck der Bündelung aller Aktivitäten bezüglich der Weiterentwicklung der Analysentechnik und Anwendung in Medizin und Landwirtschaft am Zentralinstitut für Isotopen- und Strahlenforschung der Akademie der Wissenschaften der DDR in Leipzig. 1977 wurde Faust zum Professor ernannt.
Seit 1992 war er im Umweltforschungszentrum Leipzig-Halle als Abteilungsleiter in der Sektion Bodenforschung mit Anwendung der Stabilisotopentechnik in der Umweltforschung befasst. 
Hans Faust wurde 1976 von der Internationalen Atomenergie-Organisation der Vereinten Nationen (IAEA) als Experte und Consultant berufen. Er war mehrfach Gastdozent bei internationalen Trainingskursen in den IAEA-Laboratorien Wien-Seibersdorf zur Anwendung von 15N in der Bodenforschung und Pflanzenernährung sowie ab 1976 zum selben Thema Direktor von mehreren FAO/IAEA Internationalen Trainingskursen in Leipzig, bei denen 140 Wissenschaftler aus mehr als 50 Staaten ausgebildet wurden. Er war Gutachter beim Fonds zur Förderung der wissenschaftlichen Forschung (FWF) in Wien/Österreich. Faust engagierte sich bei den in beiden Teilen Deutschlands tätigen Arbeitsgemeinschaften für Stabile Isotope. 

## Wissenschaftliche Arbeit
Die Forschungen von Hans Faust am Zentralinstitut für Isotopen- und Strahlenforschung der Akademie der Wissenschaften der DDR in Leipzig waren durch fundamentale Weiterentwicklungen zur emissionsspektrometrischen Stickstoff-Isotopenanalytik und der Suche nach neuen Anwendungsmöglichkeiten der 15N-Tracertechnik in den Biowissenschaften gekennzeichnet. Die Weiterentwicklung der emissionsspektrometrischen Messmethoden zur Bestimmung von 15N bis zu modernen, automatisierten Analysegeräten (NA-5A, ISONITROMAT) wurde von ihm wesentlich beeinflusst und anwendungsseitig aktiv mitbestimmt. Insbesondere widmete sich Hans Faust in den 1970er und 1980er Jahren der Untersuchung des N-Metabolismus des pflanzlichen und tierischen Organismus, woraus sich späterhin auch neuartige Anwendungen des stabilen Stickstoff-Isotops 15N in der medizinischen Forschung und Diagnostik ergaben.
Die Verfügbarkeit von isotopenmarkierten Verbindungen in der wissenschaftliche Grundlagenforschung (Tracer- als auch Strömungswegstudien) ermöglicht die Nachverfolgung natürlich vorkommender und krankheitsindizierter Metaboliten bei Aufrechterhaltung physiologischer Zustände. Darüber hinaus können die Auswirkungen exogener Substanzen oder Störungen auf das Metabolom durch die Verwendung stabilisotopenmarkierter interner Standards in Verbindung mit massenspektroskopischer Bestimmung aufgeklärt werden. In einer Arbeitsgemeinschaft  des Institutes für stabile Isotope mit der Veterinärmedizinischen Fakultät der Universität Leipzig und der Universität Jena erforschte Faust 15N-gestützt auch Probleme der Tierernährung. Die sogenannte „15N-Kuh“ steht für eine In-vivo-Studie zur Untersuchung der Verwertung und Umsetzung von Stickstoff nach Verfütterung von 15N-markierten Ammoniumbicarbonat und Harnstoff an laktierende Kühe. 
Am Umweltforschungszentrum Leipzig-Halle setzte er in den 1990er Jahren seine umfangreichen Kenntnisse und Erfahrungen u. a. zur Herkunftscharakterisierung des Bodenstickstoffs über seine natürliche 15N-Häufigkeit zur Messung der Aufnahme atmogener Stickstoff-Verbindungen durch das System Boden – Dünger – Pflanze (N-Deposition) und zur Aufklärung der Nitrifikation und Denitrifikation sowie der damit verbundenen Spurengasemissionen und Umweltfolgen ein.

## Ehrungen und Auszeichnungen
- Nationalpreis der DDR III. Klasse im Kollektiv (1988)
- Ehrenmitglied der Arbeitsgemeinschaft Stabile Isotope e.V. (ASI)

## Veröffentlichungen (Auswahl)
Hans Faust ist Autor oder Koautor von über 200 wissenschaftlichen Publikationen.
- H. Faust (1960). Zur spektroskopischen 15N-Bestimmung unter Verwendung eines Stufenfilters. In: Z. Anal. Chemie 175, 9–18.
- H. Faust (1960). Die 15N-Bestimmung mit dem Quarzspektrograph „Q24“. In: Isotopentechnik 1, 13–15.
- H. Faust (1962). Über den Einbau markierten Düngestickstoffs in die N-Fraktionen der reifenden Weizenpflanze. In: Kernenergie 5, 391–392.
- H. Faust, H. Mielke, H. Richter & H. Gürtler (1966) Untersuchungen zum N-Stoffwechsel beim laktierenden Rind unter Verwendung von oral verabreichtem Harnstoff-[15N]. In: Archiv für Tierernährung, 16:4-5, 375–386, doi:10.1080/17450396609424093.
- W. Hartig, H.-D. Czarnetzki, H. Faust, K. Hirschberg, K. Jung, P. Junghans, K. Wetzel, H. Willgerodt (1978). Die Bedeutung des stabilen Stickstoffisotops 15N für die humanmedizinische Forschung und Praxis. In: DDR Medizin Report 7:7, 563–614.
- H. Faust, K. Jung, K. Hirschberg, P. Krumbiegel, P. Junghans, R. Reinhardt, R. Matkowitz, B. Teichmann (1988). Liver function tests using the stable isotope 15N. In: Wissenschaftliche Zeitschrift - Karl-Marx-Universität Leipzig Mathematisch-Naturwissenschaftliche Reihe, 37(1), 70–75.
- H. Faust, K. Blochberger, F. Pichlmayer (1988). Isotope analysis of 15N - a comparison of methods (OEFZS-4446), Austria.
- P. Junghans, G. Schrader, H. Faust, B. Wagner, K. Hirschberg, R. Reinhardt (2012). Studies of the protein and the energy metabolism in man during a wintering in Antarctica. In: Isotopes in Environmental and Health Studies, 48:2, 208–225, doi:10.1080/10256016.2012.677042.
- P. Junghans, B. Wagner, A. Nickel, H. Faust (2012). Tracer kinetics and metabolic models in medicine. In: Isotopes in Environmental and Health Studies, 48:2, 226–238, doi:10.1080/10256016.2012.677043.